# Ommatius russelli
Ommatius russelli är en tvåvingeart som beskrevs av Scarbrough 1984. Ommatius russelli ingår i släktet Ommatius och familjen rovflugor.
Artens utbredningsområde är Dominikanska republiken. Inga underarter finns listade i Catalogue of Life.